# Appalachian Trail

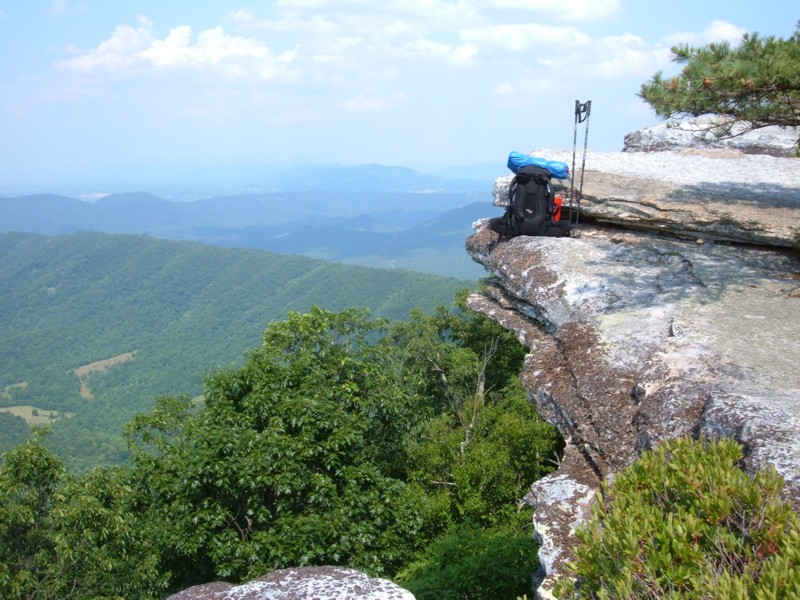
Unul dintre cele mai cunoscute locuri „Mc Afee Knob”

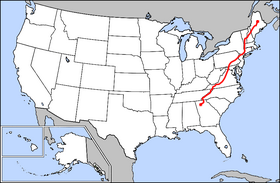
Harta cu amplasarea Appalachian Trail

Appalachian Trail, la circa 3.440 km, este una din cele mai lungi căi de drumeție din lume. Se află situat în munții Apalași, legând statele Georgia și Maine, SUA.

## Descriere
Drumul traversează muntele Muntele Mitchell ( 2037 m) care este cel mai înalt punct din Apalași, urmează poteca veche a amerindienilor „Pony Trail, Klondike Trail”. Prin anii 1900 existau deja cluburi de drumeție, iar în 1921 Benton McKaye publică aceste date, și face cunoscut existența posibilităților de cazare aflate de-a lungul drumului. In anul 1925 are loc o conferință „Appalachian Trail Conference (ATC)” care a înființat organizația „Non-Profit-Organisation” care există și azi. Țelul inițial al drumului era unirea munților Mount Mitchell cu Mount Washington care erau munții cei mai înalți din estul SUA. Actual calea de drumeție traversează 14 state federale, (Georgia, North Carolina, Tennessee, Virginia, West Virginia, Maryland, Pennsylvania, New Jersey, New York, Connecticut, Massachusetts, Vermont, New Hampshire, si Maine) fiind dechis oficial de la data de 14 august 1937. Punctele terminale ale drumului fiind în nord Mount Katahdin iar în sud Springer Mountain.